# Hydriomena ranuncula
Hydriomena ranuncula là một loài bướm đêm trong họ Geometridae.